# Alan Wilson
Alan Christie Wilson, přezdívaný Blind Owl (4. července 1943, Boston, Massachusetts, USA – 3. září 1970, Los Angeles, Kalifornie, USA) byl americký bluesrockový skladatel, zpěvák, kytarista a hráč na foukací harmoniku. Spolu se zpěvákem Bobem Hitem tvořil jádro skupiny Canned Heat. Jako zpěvák se představil ve dvou největší hitech této skupiny, „On the Road Again“ a „Going Up the Country“.

## Život
Hudbě se začal věnovat již během středoškolských studií, nejprve hrál v místní jazzové skupině. Když dokončil střední školu v Arlingtonu, zapsal se na Bostonskou univerzitu, kde úspěšně absolvoval obor hudba. V polovině šedesátých let začal spolupracovat s bluesovým hudebníkem Son Housem. Roku 1965 se setkal s kytaristou Johnem Faheyem, který mu pro jeho silnou krátkozrakost začal říkat „Blind Owl“ („slepá sova“).
Roku 1965 založil společně se zpěvákem Bobem Hitem skupinu Canned Heat; v původní sestavě je doplnili Mike Perlowin (kytara), Stu Brotman (baskytara) a Keith Sawyer (bicí), ale tato sestava příliš dlouho nevydržela a později se ve skupině vystřídalo několik dalších hudebníků. Wilson pro skupinu napsal většinu písní. Se skupinou nahrál alba Vintage (1966), Canned Heat (1967), Boogie with Canned Heat (1968), Living the Blues (1968), Hallelujah (1969), Future Blues (1970) a Hooker 'n Heat (1970). Jako zpěvák vynikal charakteristickým vysokým tenorem.
Jako muzikant hostoval i na nahrávkách kolegů, například na Faheyově albu The Great San Bernardino Birthday Party & Other Excursions (1966) hrál na indický strunný nástroj veena a téhož roku přispěl hrou na harmoniku na eponymní album písničkáře Freda Neila.

## Smrt
Ráno 3. září 1970 byl nalezen mrtvý ve spacím pytli v zahradě domu Boba Hitea, kde někdy přespával. Příčinou smrti byla otrava barbituráty. Spekulace o sebevraždě nebyly potvrzeny, protože Wilson nezanechal dopis na rozloučenou, prokazatelně ale trpěl depresemi a nedlouho předtím se o sebevraždu pokusil.
Wilson se tím řadí do smutně proslulého „klubu 27“, přičemž zemřel dva týdny před kytaristou Jimim Hendrixem a čtyři před zpěvačkou Janis Joplin, kteří zemřeli v témže věku.